# 布羅德維尤 (新墨西哥州柯里縣)
布羅德維尤（英語：Broadview）是位於美國新墨西哥州柯里縣的非建制地區。

## 歷史
布羅德維尤的郵局自1931年營運至今。

## 地理
布羅德維尤所處的海拔為高於海平面1376米（即4514英呎），而該地所採用的時區為UTC-7，即北美山地时区（MST）。同時該地設有夏令時間，為UTC-7調快一小時，即UTC-6（MDT）。